# Kokju ho
A kokju ho a japán harcművészetekben alkalmazott légzéstechnikák rendszere. A kokju hóban a hara-légzés különböző formáit alkalmazzák. A sorej rjú rendszerében az ibuki és a nogare nevű légzéstechnikák a legfontosabbak. Nagyon fontos a gyakorlásuk, mivel meghatározó szerepet játszanak a kime fejlesztésében. A mokusóban is a hara-légzést alkalmazzák. Léteznek olyan katák, melyek kifejezetten csak egy légzéstechnikát oktatnak (ilyen például a Szancsin). Ezen légzések gyakorlása mind fiziológiai, mind pszichológiai, mind pedig egészségügyi tekintetben elengedhetetlen a harcművészetek gyakorlása során. 

## Fajtái
A következő japán légzési módszerek ismertek:
1. hara-légzés – alapvető légzés
2. aun – harmónia és lazítás
3. ibuki – légzés feszítéssel
4. nogare – hangsúlyos légzés

A következő légzésmódszerek léteznek:
1. hosszú belégzés – hosszú kilégzés
2. rövid belégzés – rövid kilégzés
3. hosszú belégzés – rövid kilégzés
4. rövid belégzés – hosszú kilégzés
5. belégzés, benn tartás – kilégzés, kinn tartás